# Cyanide (Lied)
Cyanide ist ein Lied und eine Single der US-amerikanischen Metalband Metallica aus dem Studioalbum Death Magnetic.

## Entstehung und Veröffentlichung
Das Lied wurde von den Metallica-Mitgliedern Kirk Hammett, James Hetfield, Robert Trujillo und Lars Ulrich geschrieben. Produziert wurde es von Rick Rubin. Der Song ist 6:41 Minuten lang. Die Erstveröffentlichung von Cyanide erfolgte als Single am 2. September 2008. Am 12. September 2008 erschien es als Teil von Metallicas neunten Studioalbum Death Magnetic, dessen dritte Singleauskopplung es ist.
Erstmals spielte die Band den Song live in Dallas, Texas, am 9. August 2008 beim Ozzfest. Es war der erste Titel des Albums, der vollständig live gespielt wurde. Die Band präsentierte das Stück im Jahr 2008 auch in der BBC-Fernsehsendung Later with Jools Holland.

## Inhalt
Das Lied beginnt mit einem basslastigen Riff, um sich dann zu einem teils progressiven Thrash-Metal-Song zu entwickeln.

## Rezeption
Cyanide erreichte in den Vereinigten Staaten Platz 50 in den Billboard Hot 100 sowie Platz eins der Mainstream Rock Tracks Charts. Es war der siebte Nummer-eins-Hit der Band in diesen Genre-Charts. Ebenso erreichte die Single Platz 48 im Vereinigten Königreich. In Finnland erreichte Cyanide Platz vier.
| ChartsChartplatzierungen       | Höchstplatzierung | Wochen |
| ------------------------------ | ----------------- | ------ |
| Vereinigtes Königreich (OCC)   | 48 (2 Wo.)        | 2      |
| Vereinigte Staaten (Billboard) | 50 (1 Wo.)        | 1      |